# Park Gorkiego w Moskwie
Park Gorkiego, Centralny Park Kultury i Rozrywki im. Gorkiego (ros. Центральный парк культуры и отдыха имени Горького – ЦПКиО) – park w Moskwie. Powstał na terenach powystawowych, które pozostały po organizowanej w tym miejscu w 1923 roku Wszechrosyjskiej Wystawy Rolniczej. Otwarcie parku nastąpiło 12 sierpnia 1928 roku, a w 1932 nazwano go na cześć pisarza Maksima Gorkiego. Łuk głównej bramy powstał w 1955 roku według projektu architekta Georgija Szczuki. Całkowita powierzchnia parku wynosi 219,7 ha.

## Historia

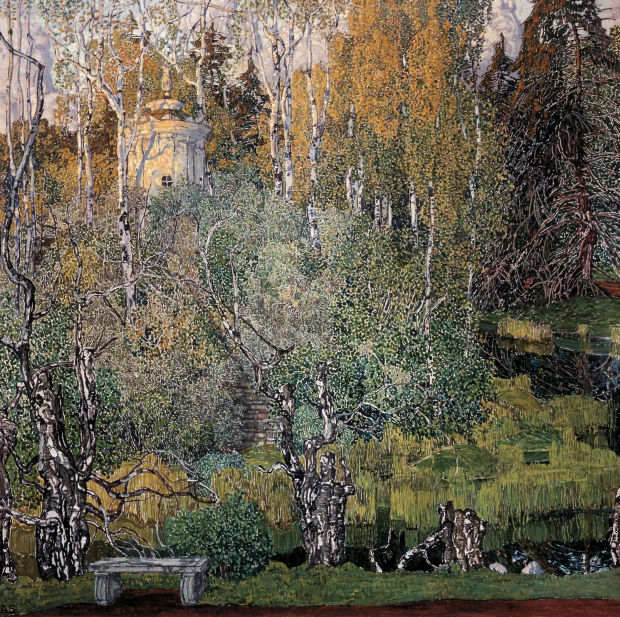
Obraz Sad nieskucznyj (aut. Aleksandr Gołowin; 1910)

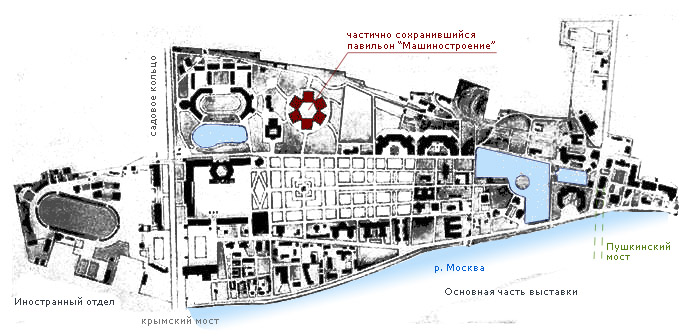
Ogólny plan wystawy (1923)

Początki zieleni parkowej na tym terenie sięgają XIX wieku, gdy powstał Nieskucznyj Sad należący najpierw do rosyjskich magnatów, a potem do rodziny carskiej. Po rewolucji w 1917 roku został on znacjonalizowany i otwarty dla publiczności. W 1922 roku na znajdujących się obok terenach wzdłuż rzeki Moskwy postanowiono zorganizować pierwszą Ogólnorosyjską Wystawę Rolnictwa i Rękodzieła. Odbyła się ona w 1923 roku. Główną oś planu wystawy oraz lokalizację pawilonów wyznaczył bieg rzeki, a przylegające do wystawy Neskuczny Sad i Wzgórza Worobiowe jako tereny zielone naturalnie wyznaczyły jej granice. 
Ze zbudowanych na potrzeby wystawy obiektów do czasów obecnych zachował się pawilon „Maszynostrojeniе”, w którym po przebudowie został zorganizowane Muzeum Sztuki Współczesnej „Garaż". 

### Powstanie Centralnego Parku Kultury i Rozrywki
W marcu 1923 roku  Prezydium Rady Miasta Moskwy podjęło decyzję, aby na terenach powystawowych utworzyć Centralny Parku Kultury i Rozrywki. Głównym architektem został Konstantin Mielnikow, który wcześniej był jednym z projektantów Wystawy Rolniczej.
Jeszcze nie ukończony park został po raz pierwszy otwarty dla zwiedzających 12 sierpnia 1928 roku. Pierwszego dnia park odwiedziło ponad 100 tysięcy osób. Tego dnia wstęp był bezpłatny, potem kosztował 10 kopiejek. Na terenie parku powstało miasteczko dla dzieci, żłobek, kilka teatrów, kina, a atrakcją była spiralna zjeżdżalnia. 
Latem 1929 roku kierownikiem działu planowania został inny sowiecki architekt El Lissitzky, który starał się przekształcić park w „fabrykę zdrowia”. W latach 1929–1937 dyrektorem parku była Betty Glan i ten okres jest nazywany złotą erą w historii parku.

### Rozwój parku
14 września 1930 roku Komitet wykonawczy obwodu moskiewskiego i Rada Miasta postanowiły zorganizować kolejny konkurs na ogólny plan parku. W skład komisji konkursowej weszli specjaliści od ds.planowania i kształtowania krajobrazu, programu kulturalnego i edukacyjnego, a na jej czele stanęła Betty Glan. W tym samym czasie przyłączono do parku nabrzeże Łużniki i Frunzego, a komitet ustalił ostateczną powierzchnię na 593,4 ha. W konkursie wzięły udział zarówno zespoły architektów jak i pojedynczy architekci. Jednak komisja zakończyła prace w 1931 roku nie wybierając żadnego projektu. W 1932 roku z okazji 40. rocznicy działalności publicznej i literackiej Maksyma Gorkiego nadano parkowi jego imię.  
W latach 1932–1941 pracami nad nowym planem parku kierował architekt Aleksandr Własow. W 1936 roku wprowadził on zmiany, które polegały na wyburzeniu wszystkich budynków tymczasowych oraz zbudowaniu w centrum dużej fontanny. Nasyp Puszkina został wyłożony  granitem i ozdobiony dwunastoma donicami. Za ten projekt  architekt otrzymał w 1937 roku Grand Prix na Międzynarodowej Wystawie w Paryżu.  
Podczas II wojny światowej park był otwarty. 13. sezon rozpoczął się 18 maja 1941 roku, ale organizowane były głównie imprezy związane z wojną. Były to: zawody w rzucaniu granatami i walki na bagnety lub treningi obrony powietrznej. Wiosną 1943 roku umieszczono w parku zdobyczny niemiecki sprzęt i pociski, w tym pierwszy zdobyczny czołg Tiger. Po wojnie  park został odbudowany po bombardowaniu, zrekonstruowano pawilony i rzeźby oraz obsadzono klomby. Został przebudowany ogród różany z fontanną ponieważ podczas obrony stolicy stacjonowała w nim bateria przeciwlotnicza. 
W 1947 podczas obchodów 800-lecia Moskwy park został odznaczony Orderem Lenina za wysokiej jakości „usługi kulturalne dla robotników”. Po wojnie sadzono w nim ponad 2 tysiące drzew i 25 tysięcy krzewów rocznie. W latach 50. XX wieku rozpoczęto  przebudowę parku. Zbudowano nowe estrady, staw otrzymał granitowe obrzeże, rozbudowano place i alejki, których łączna długość w 1958 roku wyniosła 30 km. 

## Wybrane obiekty na terenie parku

### Główne wejście
Do 1955 roku główne wejście do parku było drewniane. W 1955 roku rozpoczęto budowę nowego, socrealistycznego 18-metrowego łuku wspartego na 24 kolumnach z dwoma bocznymi pylonami. Po bokach łuku, oddzielone ozdobną kratą, powstały dwa boczne skrzydła w których umieszczono kasy. Projekt przygotowali architekci Georgij Szczuko i Anatolij Spassow. Elewacje bocznych skrzydeł wychodząca na ulicę Krymskij Wal oraz zdobiące je kolumny zostały wyłożone białym wapieniem. Obramowano je fryzem, dekoracyjną listwą z dekoracją sztukatorską z girlandami kwiatów i płaskimi medalionami, a attykę dachu zdobią stożkowate elementy dekoracyjne. Pawilony boczne były pierwotnie wykorzystywane przez pracowników parku. Mieściły się tu biura dyrekcji, ciemnia i warsztaty w których wykonywano plakaty, afisze i rekwizyty wykorzystywane podczas obchodów rocznic i świąt. Zostały w nich umieszczone również kasy biletowe. W 42 okienkach, po 21 po każdej stronie wejścia można było kupić bilet do parku. Kasy działały jeszcze w latach 90. XX wieku, chociaż pozostałą powierzchnię zajęły sklepy i kawiarnie. Od 2011 roku wstęp do parku jest bezpłatny i kasy stały się niepotrzebne. Większość okienek została zamurowana, ale aby nie naruszać wyglądu budynku pozostawiono w tych miejscach nisze. W lewym pylonie na pamiątkę działających tu kiedyś kas pozostawiono sześć okienek i nad nimi umieszczono napis Kacca. W okienkach kasowych i nad drzwiami do pawilonów przywrócono ozdobne kraty. W 2009 roku cały kompleks centralnego wejścia do Parku Gorkiego został uznany za dziedzictwo kulturowe. W 2014 roku rozpoczęto trwający rok remont centralnego łuku. W bocznym pylonie otwarto Muzeum Parku Gorkiego. W latach 2016–2018 wyremontowano boczne pawilony.

### Muzeum Parku Gorkiego

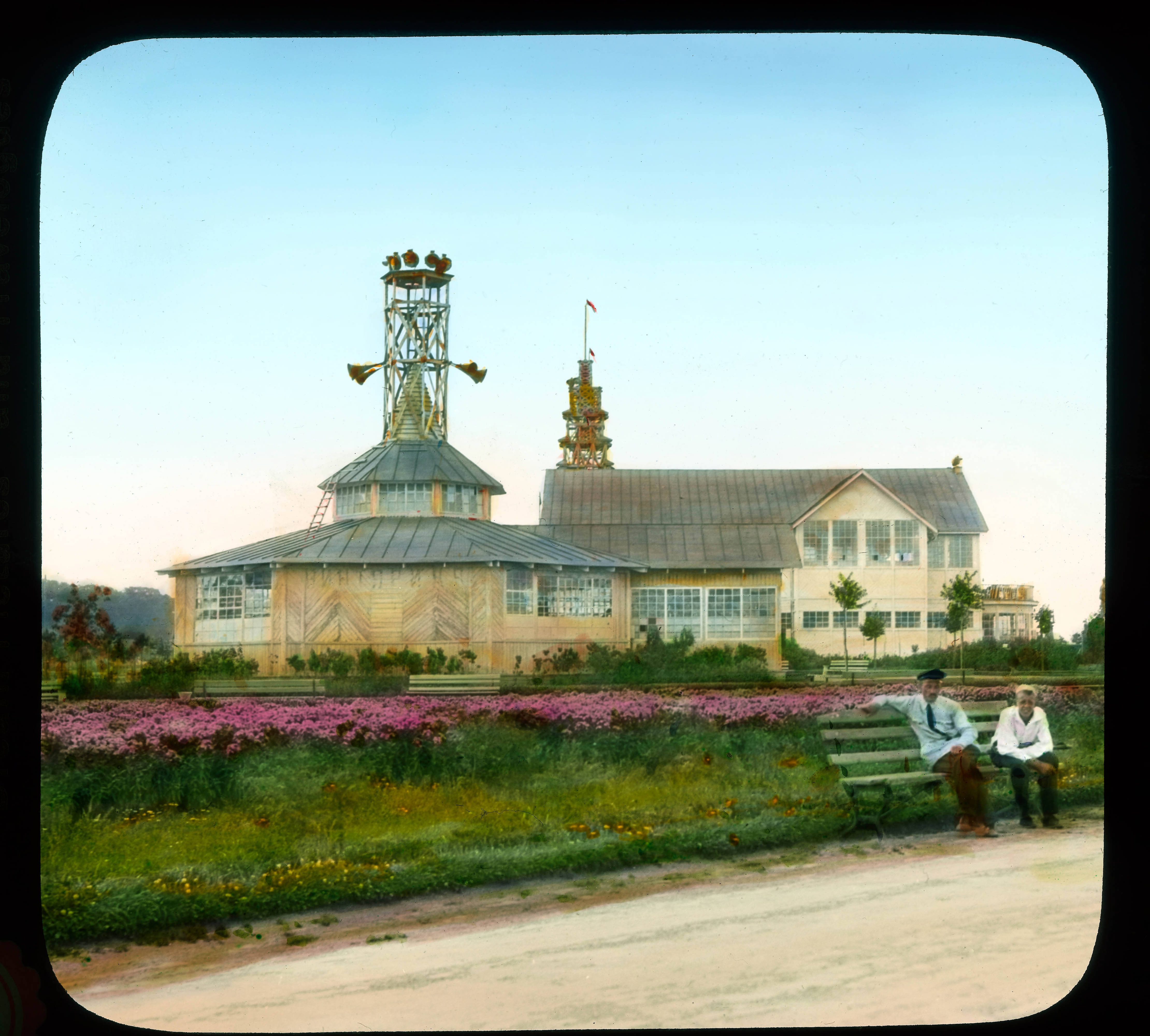
Park Gorkiego w 1931 roku. Zdjęcie ręcznie kolorowane.

W lewym pylonie zostało otwarte w 2015 roku Muzeum Parku Gorkiego. Ma ono 150 m² powierzchni i kilka sal z których każda jest poświęcona innej części parku. Kolekcja w momencie otwarcia liczyła sto eksponatów w tym: fotografie, stare plakaty i  kroniki filmowe. Wśród nich znalazł się specjalnie przygotowany model wieży spadochronowej. W muzeum otwarto też sklep z pamiątkami.

### Obserwatorium
W połowie XX wieku w parkach w Moskwie pojawiły się pawilony astronomiczne. Dyżurowali tam pracownicy planetarium i członkowie kół astronomicznych. Każdy mógł słuchając wyjaśnień astronoma oglądać ciała niebieskie w małych amatorskich teleskopach. Takie obserwatoria zaczęto nazywać ludowymi. Obserwatorium Ludowe w parku Gorkiego, wyposażone w pięciocalowy teleskop Zeissa, zegar słoneczny, globus i sferę amilarną zostało otwarte w 1957 roku. Działało do lat 90. XX wieku, a ponownie otwarto je po przebudowie 27 września 2012 roku. 

### Teatr Zielony
W 1934 roku został otwarty Teatr Zielony. Mieścił on się na wolnym powietrzu i mógł pomieścić 20 tysięcy widzów. Organizowano w nim imprezy muzyczne, operowe, teatralne i cyrkowe. W 1956 roku stary teatr został rozebrany i na jego miejscu zbudowano nowy obiekt. Od 1989 roku działa tam Teatr Stas Namin. 

### Nieistniejące

#### Czudo Grad i Luna Park
W latach 90. XX wieku dużą część parku zajmował kompleks rozrywki Czudo Grad z atrakcjami, namiotami handlowymi i kawiarniami. W pobliżu  znajdował się rywalizujący z nim kompleks „Luna Park”. Korzystanie z nich było dodatkowo płatne. Za korzystanie z około 73 atrakcji, od takich dla dzieci do ekstremalnych trzeba było zapłacić równowartość około 400 dolarów amerykańskich. 

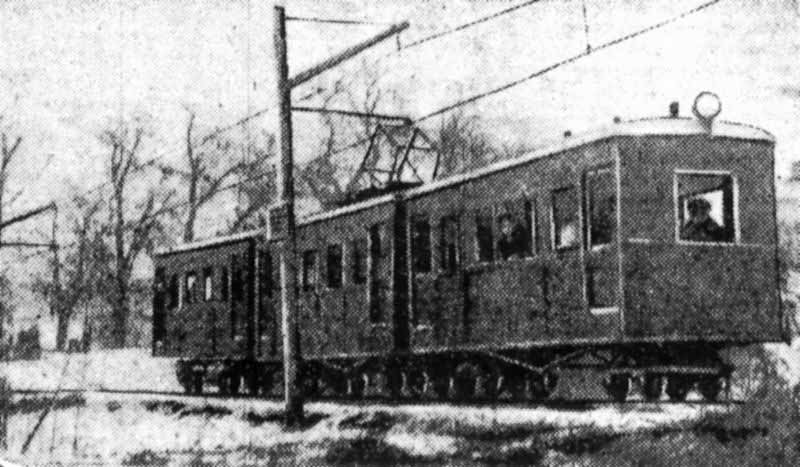
Pociąg kolejki dziecięcej. Fot. D. Zinowiew Wieczerniaja Moskwa 9 stycznia 1933

#### Kolejka dla dzieci
W 1932 roku w miasteczku dziecięcym na terenie parku otwarto pierwszą kolej parkową w ZSRR o łącznej długości 528 metrów, na której końcach znajdowały się stacje kolejowe. Na dworcu głównym była zajezdnia i podstacja elektroenergetyczna. Na linii kursował posiadający trzy wagony pociąg elektryczny zasilany z przewodów trakcyjnych. W 1936 roku postanowiono przedłużyć trasę kolejki o 410 metrów, zbudować most i nową zajezdnię, ale te plany nie zostały zrealizowane.

#### Wieża spadochronowa
W latach 30. XX wieku w parku działała wieża spadochronowa Według amerykańskiego magazynu Popular Science z marca 1935 roku był to pierwszy taki budynek na świecie. 

#### Kino
Pierwsze kino dźwiękowe w Moskwie działało w budynku zajętym obecnie przez zarząd parku na ulicy Krymskij Wal 9/45. Wcześniej w tym miejscu była stocznia zakładów Bromlej. Po zamknięciu zakładu została przebudowana przez Aleksieja Szczusiewa na pawilon rękodzielniczy wystawy rolniczej. W 1933 roku brazylijski architekt Rodrigo Dacosta przebudował budynek i zmienił jego funkcję, przekształcając go w kino. W 1942 roku bomba lotnicza uderzyła w centralną część budynku niszcząc dach, salę kinową, hol, częściowo konstrukcję nośną.

## Przebudowa parku
Latem 2011 roku wraz z powołaniem Siergieja Kapkowa na stanowisko dyrektora  rozpoczęto przebudowę parku, a ukończenie zaplanowano na 2018 rok czyli na obchody 90. rocznicy powstania. Koszt remontu oszacowano na 2 miliardy USD. 

W 2010 roku Towarzystwo Ochrony Praw Konsumentów zaczęło walczyć o bezpłatny wstęp do parku. Potrzebę zmian uzasadniono faktem, że po wejściu do parku za znajdujące się tam atrakcje trzeba dodatkowo zapłacić. 28 kwietnia 2011 roku zdemontowano bramki i wstęp do parku od tego momentu jest bezpłatny. Zdemontowano również część nielegalnych obiektów na terenie parku. Przygotowano ścieżki rowerowe i utworzono wypożyczalnie rowerów. Ustawiono 50 stołów do gry w tenisa stołowego.  W maju 2011 roku do stawu Golicyn wypuszczono 400 kg  amura białego i topłygi białej, które miały pomóc w oczyszczeniu wody z glonów. Później przyniesiono do niego parę łabędzi czarnoszyich. W lipcu otwarto strefę rekreacyjną Plaża oliwkowa z 500 miejscami. Zorganizowano też miejsca do rekreacji, sportu, tańca i gier na świeżym powietrzu. Dzięki współpracy z firmą Yota 1 czerwca 2011 roku utworzono strefy z bezpłatnym dostępem do Internetu, które potem rozszerzono na całe terytorium parku oraz ustawiono stojaki do ładowania laptopów i telefonów. Zimą 2011 roku w parku otwarto lodowisko o powierzchni 15 000 m², które stało się największym w Europie lodowiskiem ze sztucznym lodem, które działa w temperaturze do +15° С. W sezonie 2012 pracowało do połowy marca. Zimą odbywają się zajęcia szkoły łyżwiarstwa figurowego Aleksieja Jagudina. 

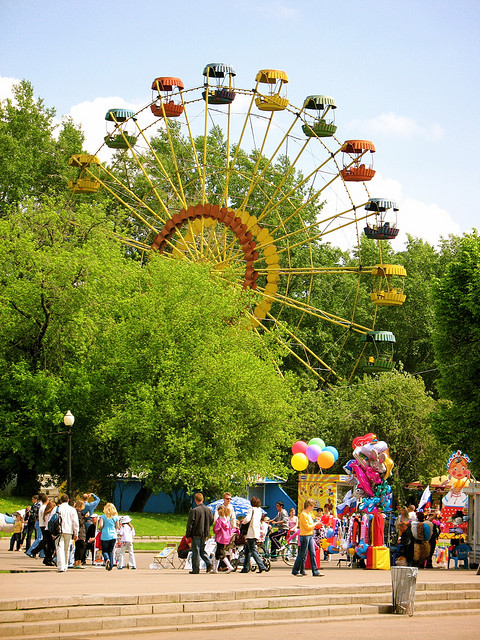
Park Gorkiego przed przebudową (2008)

We wrześniu 2011 roku nowym dyrektorem została Olga Zacharowa, która pełniła tę funkcję do 2015 roku.  
1 lipca 2013 roku Rada Miejska Moskwy podjęła decyzję o przyłączeniu do Parku Gorkiego rezerwatu przyrody na terenie Wzgórz Worobiowych razem z parkiem Moskiewskiego Uniwersytetu Państwowego i terenem Pałacu Pionierów. Na utrzymanie i modernizację tej strefy przeznaczono 500 milionów rubli. Decyzja ta była jednak krytykowana przez mieszkańców miasta i niektórych urzędników państwowych. W lipcu 2013 roku po remoncie otwarto Hyde Park, a w 2014 roku taras widokowy na Worobiowych Wzgórzach został odgrodzony i rozpoczęto pilotażowy w Rosji projekt budowy kompleksu sportowo-edukacyjnego dla emerytów i rencistów. Wyremontowano również Centrum Kultury Garaż i utworzono teren rekreacyjny w pobliżu Stawu Pionierów. W ramach prowadzonych prac odnowiono mozaikowe donice na placu fontann na podstawie zachowanych oryginałów pochodzących z lat 30. XX wieku.  W 2014 roku rozpoczęto remont głównego wejścia do Parku, które nie było odnawiane od momentu oddania do użytku w 1955 roku. Zaplanowano wzmocnienie konstrukcji, instalację wind, a w lewym pylonie łuku otwarcie pierwszego muzeum historii Parku Gorkiego. Po prawej stronie został otwarta sala wykładowa i sklep z pamiątkami. Na dachu umieszczono taras widokowy. Prace zakończono wiosną 2015 roku. 
W czerwcu 2015 roku zgodnie z projektem holenderskiego architekta Rema Koolhaasa ukończono przebudowę Placu Sztuki o powierzchni 6000 m², w centrum którego zaplanowano otwarcie Garaż. W ciągu dwóch miesięcy zostało wykonane betonowe podium, teren wybrukowano granitem oraz utworzono tereny zielone. Koszt wykonanych prac w wysokości 267 miliony rubli został pokryty z funduszy pozabudżetowych. Jesienią wyremontowano Plac Lenina i przywrócono historyczne latarnie uliczne. W październiku uruchomiono projekt środowiskowy związany z segregacją śmieci.  
W latach 2016–2018 z własnych funduszy urządzono tematyczny plac zabaw, a w sierpniu 2018 roku z wykorzystaniem środków państwowych kolejny Salut o powierzchni 2 hektarów. Dzięki pieniądzom z budżetu wyremontowano dwa boczne pawilony kasowe przy wejściu do parku.  W 2019 roku przeprowadzono remont znajdującego się na liście obiektów dziedzictwa kulturowego budynku administracyjnego przywracając mu wygląd z 1931 roku. 2 stycznia 2019 roku został zmieniony dyrektor parku po zawaleniu się w Sylwestra drewnianego mostu parkowego i zranieniu 13 osób.
W czerwcu 2018 roku w parku otwarto centrum sportowe Nike, które otrzymało nazwę Box MSK. Projekt przygotowało biuro projektowe Strelka we współpracy z biurem Kosmos. Jest to całoroczny kompleks sportowy z terenami do uprawiania sportów plażowych, tenisa i koszykówki, wypożyczalniami i szkołą nordic walking. Zimą działa tu boisko hokejowe i klub taneczny.
W sierpniu 2018 roku z okazji 90-lecia parku w Muzeum Garaż została otwarta wystawa Park Gorkiego: Fabryka Szczęśliwych Ludzi (Park Gorʹkogo: Fabrika sczastliwych ludiej), której nazwa nawiązuje do wypowiedzi Herberta Wellsa podczas jego wizyty w parku w 1934 roku. W ramach obchodów zorganizowano również w dniach 25 sierpnia – 2 września festiwal „90 lat Parku Gorkiego” (90 let Parku Gorʹkogo). 

## Dojazd
W odległości spaceru od parku znajdują się stacja metra Park Kultury i Oktiabr´skaja. Ze stacji Leninskij prospiekt można udać się do Neskucznego Sadu, a wyjście ze stacji metra Worobjowy Gory znajduje się przy głównej promenadzie. Od 2013 roku płatny parking dla odwiedzających znajduje się przed głównym wejściem i można  na niego wjechać z Obwodnicy Sadowej. 

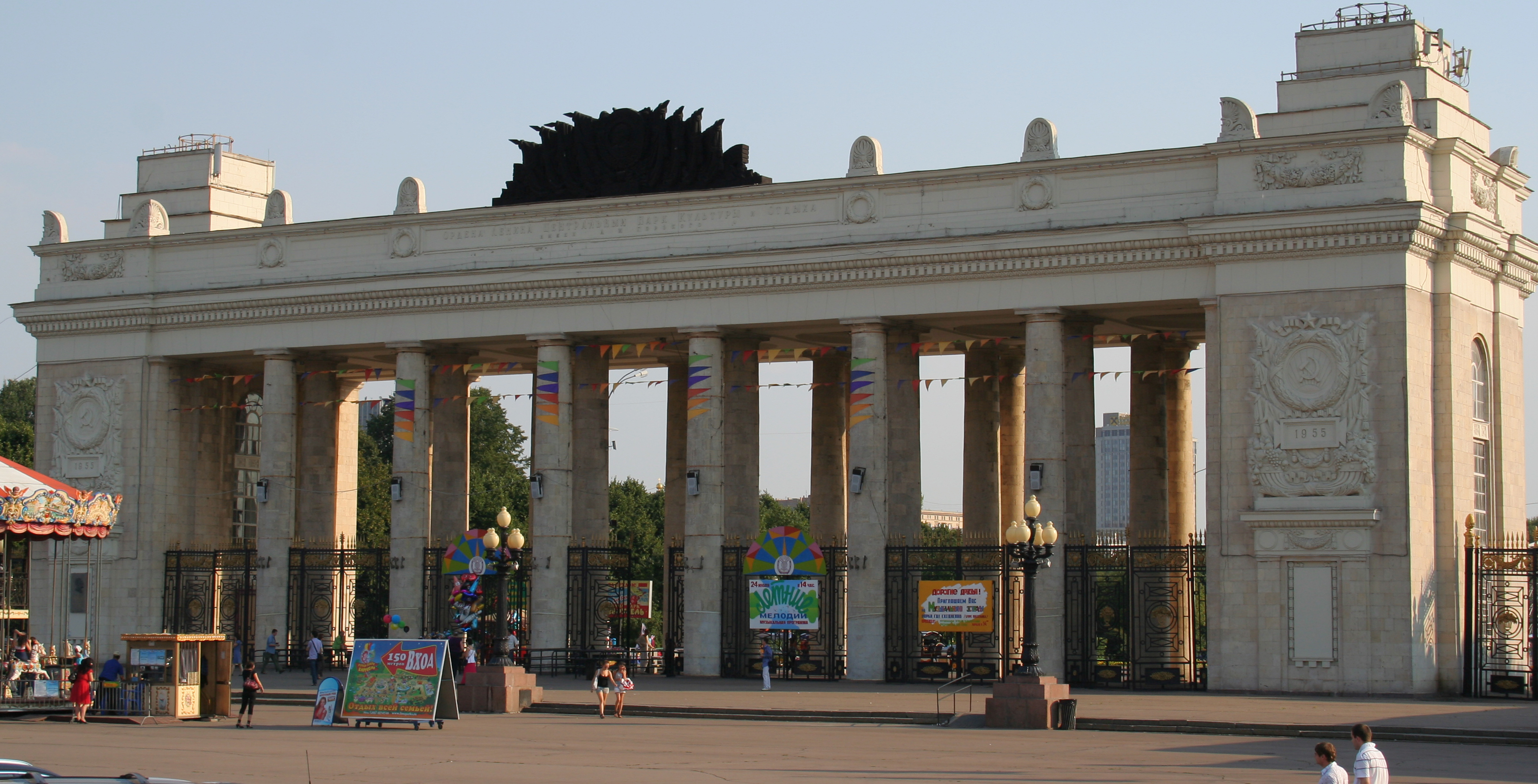
Główne wejście (2010)
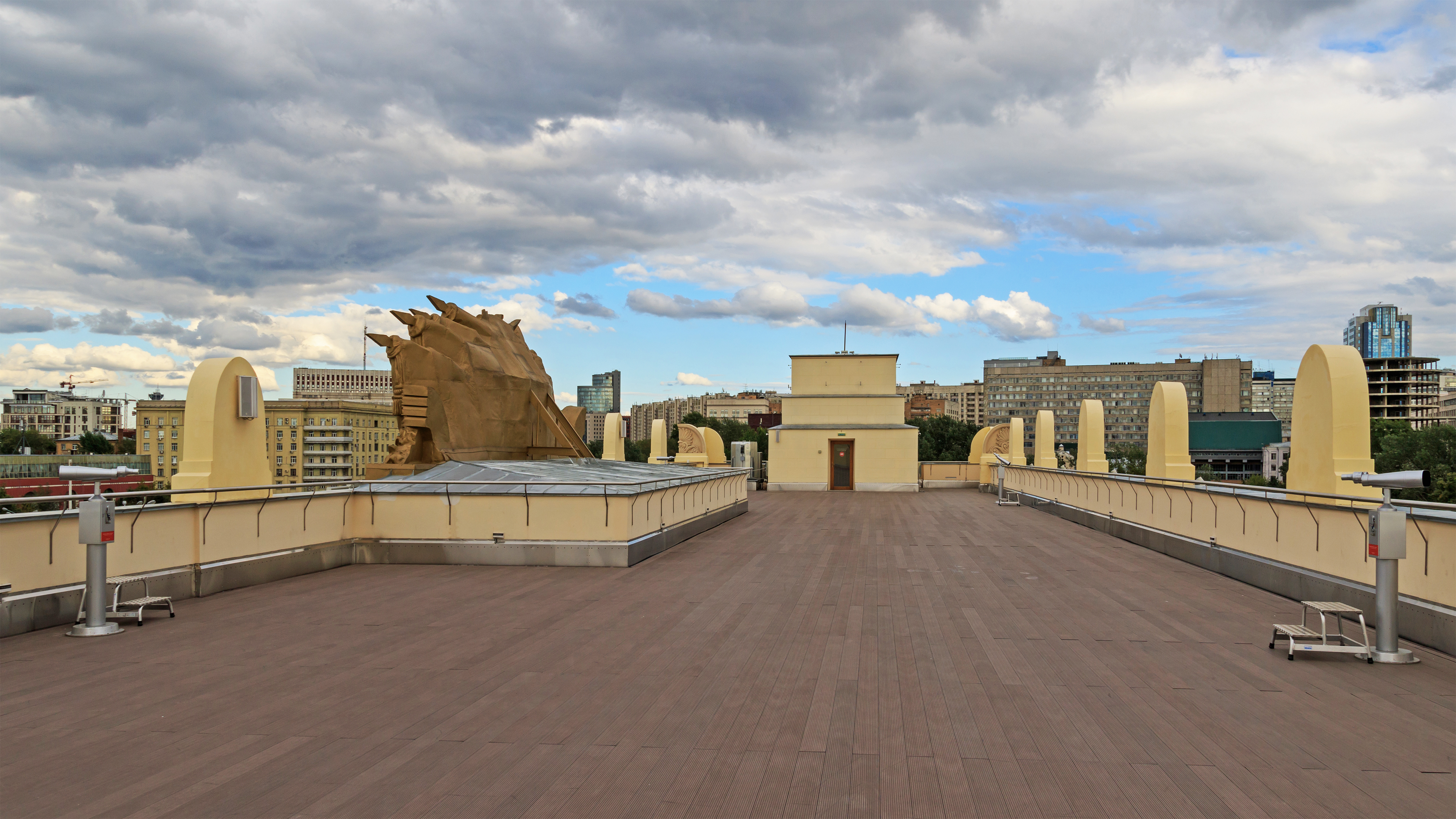
Taras widokowy nad kolumnadą głównego wejścia (2016)
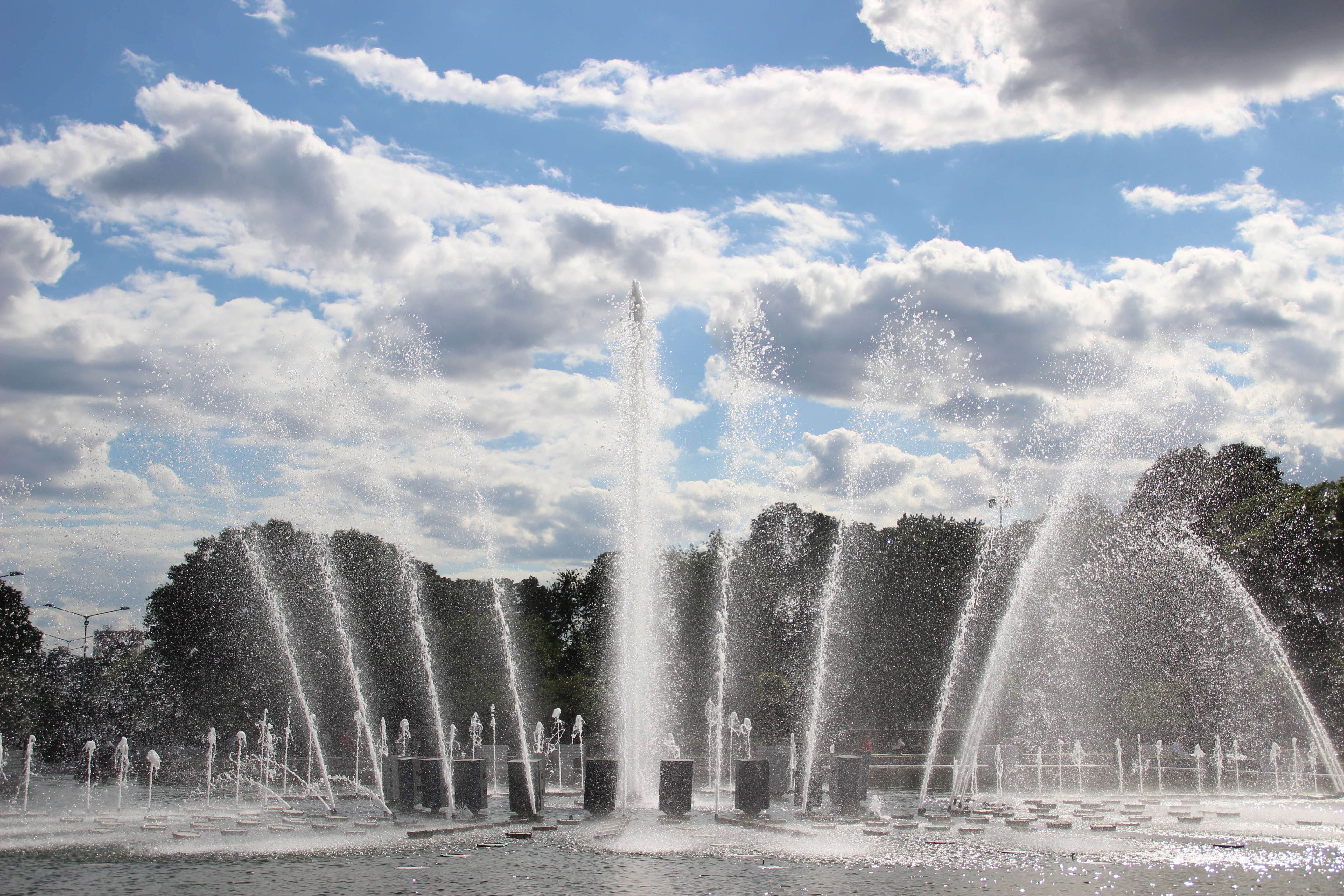
Fontanna w Parku Gorkiego (2015)
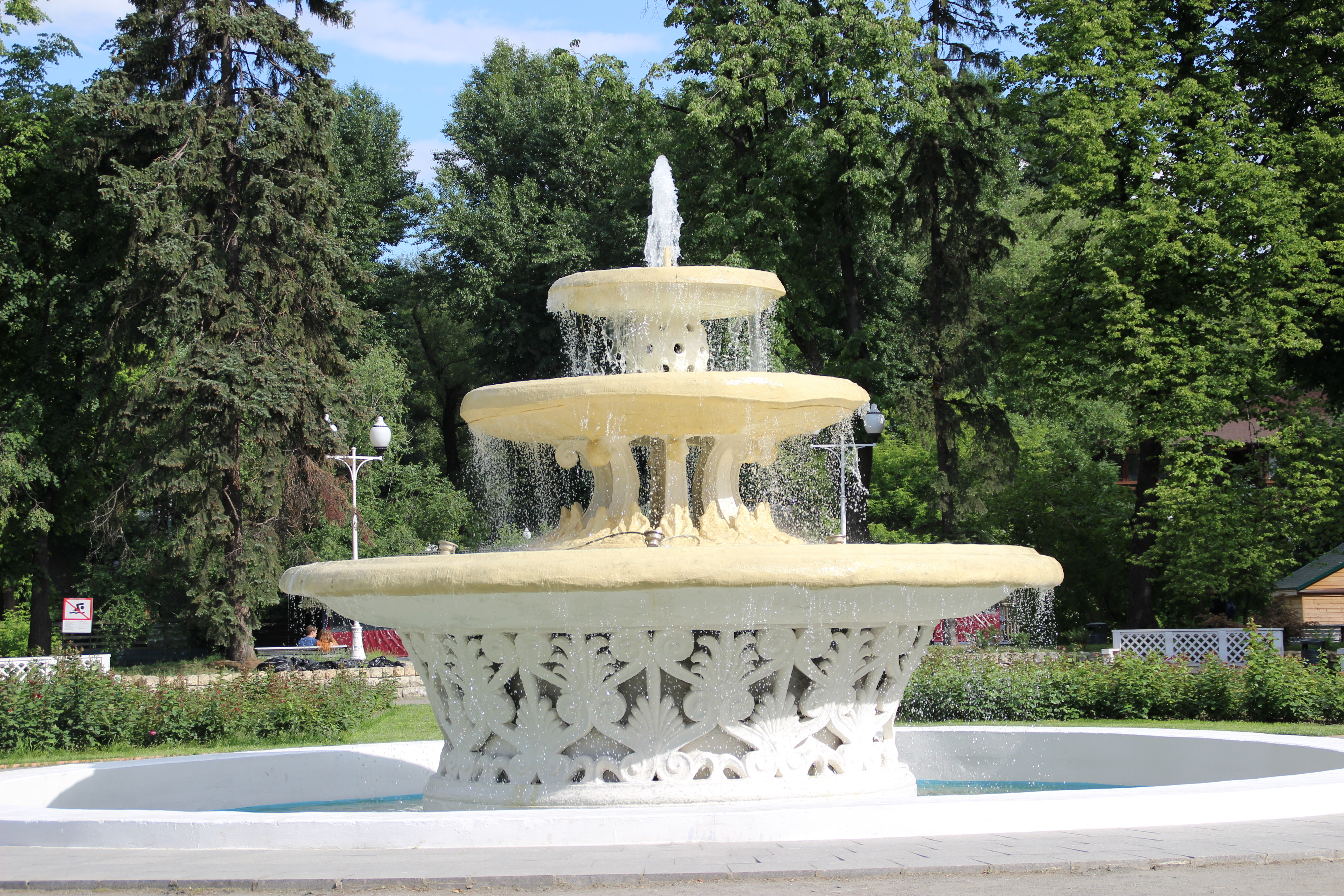
Fontanna w ogrodzie różanym
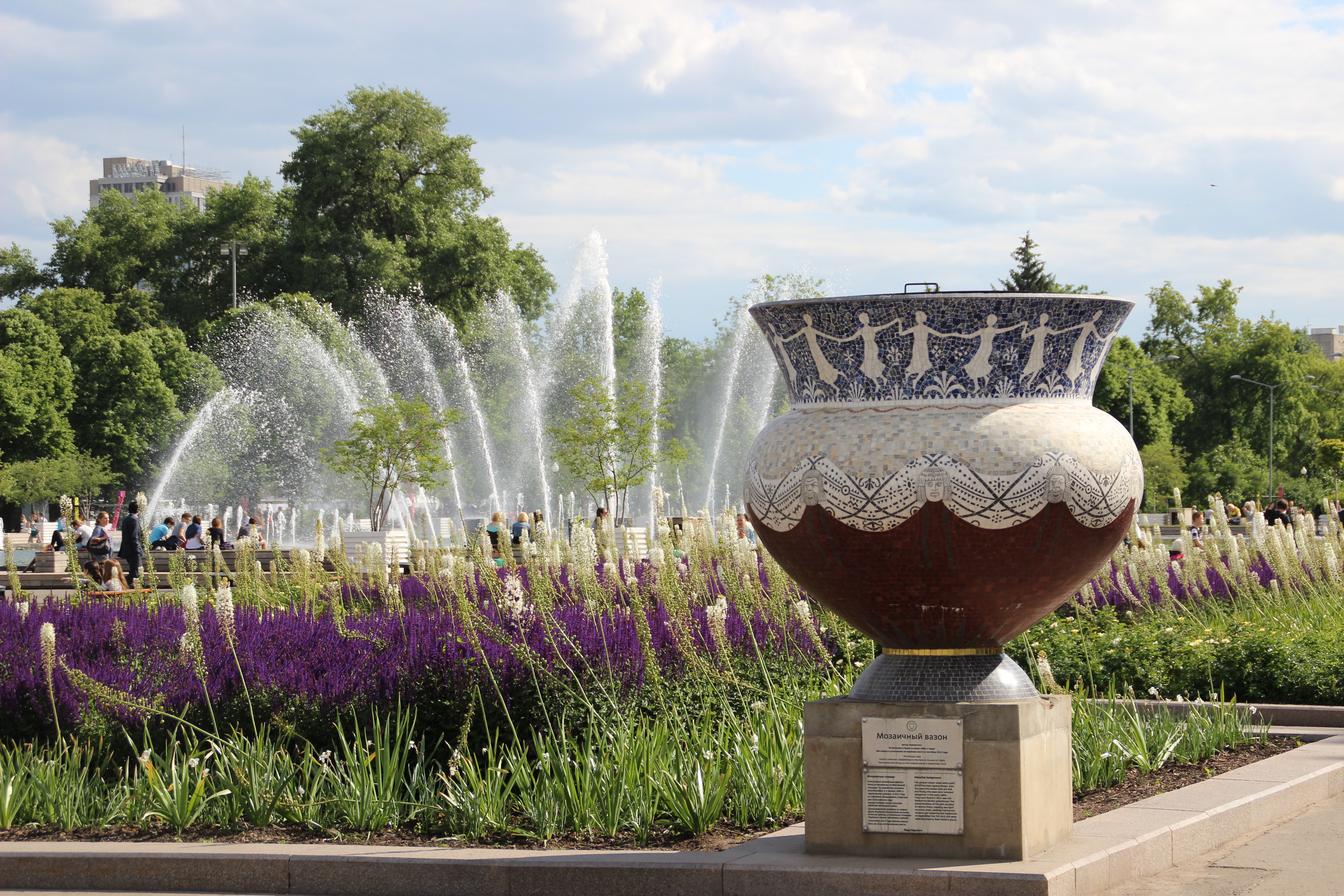
Mozaikowe donice na placu fontann